# Teofil Paczyński
Teofil Paczyński (ur. 27 kwietnia 1876 w Śremie, zm. ?) – kupiec, działacz społeczny i niepodległościowy w Wielkich Hajdukach (obecnie Chorzów Batory, dzielnica Chorzowa). Założyciel i prezes klubu sportowego „Ruch” Wielkie Hajduki (obecnie „Ruch Chorzów”)

## Życiorys
Urodził się w rodzinie Jana i Katarzyny z Łukomskich. Ukończył szkołę ludową w Śremie, następnie podjął naukę w gimnazjum. Po ukończeniu piątej klasy, z powodów materialnych przeniósł się do szkoły handlowej
Od 1896 odbywał służbę wojskową w 47 pułku piechoty w Poznaniu. Po jej odbyciu podjął pracę zarobkową w Śremie jako kupiec handlujący tekstyliami.
W 1903 przeprowadził się na Górny Śląsk, w 1905 osiedlił się w Bismarckhütte (od 1922 Hajduki Wielkie, obecnie Chorzów Batory). Mieszkał przy obecnej ulicy 16 Lipca 19, prowadził tekstylną działalność kupiecką, a także restaurację. Był członkiem Towarzystwa Gimnastycznego „Sokół”, angażował się w Towarzystwie Śpiewaczym „Słowik”. Organizował miejscowe koło Zjednoczenia Zawodowego Polskiego.
Podczas I wojny światowej zmobilizowany do armii, ukończył szkołę podoficerską, skierowany na front wschodni, awansowany na kolejne stopnie aż do stopnia sierżanta. W 1918 współzałożyciel Związku Żołnierzy Polaków w Gdańsku oraz jego reprezentant na Polskim Sejmie Dzielnicowym w Poznaniu (grudzień 1918).
Po powrocie na Śląsk, pod koniec 1918 współzałożyciel Rady Ludowej w Hajdukach Wielkich. Z początkiem 1919 wstąpił do Polskiej Organizacji Wojskowej Górnego Śląska, angażując się w rekrutację, wywiad, zaopatrzenie w broń oraz działalność propagandową. Już po trzech miesiącach intensywnej działalności zagrożony aresztowaniem. Przeniósł się do Sosnowca, wstąpił do VII batalionu strzelców (późniejszego 1 pułku Strzelców Bytomskich).
Podczas I powstania śląskiego uczestnik walk powstańczych w rejonie Świętochłowic. W październiku 1919 awansowany na podporucznika.
Po ogłoszonej amnestii, w grudniu 1919 powrócił do Hajduk Wielkich. Od 1920 kierownik miejscowego Polskiego Komitetu Plebiscytowego, nadal zaangażowany w Polskiej Organizacji Wojskowej Górnego Śląska.
Pod koniec stycznia 1920, po apelu Polskiego Komisariatu Plebiscytowego o tworzenie polskich klubów sportowych na Górnym Śląsku, inicjator założenia klubu sportowego „Ruch” Wielkie Hajduki (obecnie „Ruch Chorzów”). Zebranie założycielskie zorganizowano 20 kwietnia 1920, w „czerwonym pokoju” Domu Związkowego w Hajdukach Wielkich (obecnie Miejski Dom Kultury „Batory”) z udziałem 40 osób. W skład dziesięcioosobowego zarządu wybrano m.in. nauczyciela z Klimzowca Józefa Koppa oraz Teofila Paczyńskiego. W lipcu obejmował obowiązki prezesa klubu, po rezygnacji Koppa, przeniesionego służbowo do Koźla. Za rządów Paczyńskiego, jesienią 1920 klub zdobył mistrzostwo w rozgrywkach obwodu królewskohuckiego, uzyskując awans do tworzonej 14-zespołowej Klasy A. Po jego rezygnacji w lutym 1921, wymuszonej udziałem w przygotowaniach do III powstania śląskiego, obowiązki prezesa klubu przejmował Edward Supernok - pomysłodawca nazwy „Ruch”.
Podczas III powstania komendant placu w Hajdukach Wielkich, 26 czerwca 1922 jako ławnik gminny witał przed ratuszem oddział Wojska Polskiego.
Po zakończeniu akcji plebiscytowej i podziale Górnego Śląska, ponownie podejmował pracę jako kupiec tekstylny, prowadził gospodę (obecnie znajduje się w tym miejscu restauracja „Pod lustrami”), angażował się w działalność Towarzystwa Gimnastycznego „Sokół” oraz Towarzystwa Śpiewaczego „Słowik”. Opiekun robotniczej drużyny młodszoharceskiej im. ks. Józefa Poniatowskiego w Wielkich Hajdukach (Hufiec Królewska Huta). Współzałożyciel miejscowego koła Ligi Obrony Powietrznej Kraju, wiceprezes koła Ligi Morskiej i Kolonialnej, członek zarządu Związku Hallerczyków, komisarycznego zarządu Kasy Chorych, zarządu Związku Powstańców Śląskich. Prezes Rady Nadzorczej Banku Ludowego (1916–1926) w Królewskiej Hucie (obecnie Chorzów). Zaangażowany w działalność Komitetu Budowy Katedry w Katowicach.
Od lutego 1932, przez rok, ponownie prezes klubu „Ruch” Wielkie Hajduki. Za jego rządów klub zdobył 7. miejsce w Lidze Polskiej, utworzono sekcję piłki ręcznej, ożywiono działalność sekcji bokserskiej, wywalczono finansowanie z Huty „Batory”.
Po ślubie z drugą żoną prawdopodobnie przeprowadził się do Poznania.
Po wybuchu II wojny światowej jego losy są nieznane.

## Ordery i odznaczenia
- Krzyż Walecznych
- Srebrny Krzyż Zasługi (11 stycznia 1928)[1]
- Krzyż na Śląskiej Wstędze Waleczności i Zasługi
- Medal Pamiątkowy za Wojnę 1918–1921
- Gwiazda Górnośląska
- Odznaka Pamiątkowa Ochotniczej Armii J. Hallera
- Honorowa Odznaka Plebiscytowa